# Haematopota bullatifrons
Haematopota bullatifrons är en tvåvingeart som beskrevs av Austen 1908. Haematopota bullatifrons ingår i släktet Haematopota och familjen bromsar. Inga underarter finns listade i Catalogue of Life.